# Cavaglià
Cavaglià é uma comuna italiana da região do Piemonte, província de Biella, com cerca de 3.665 habitantes. Estende-se por uma área de 25 km², tendo uma densidade populacional de 147 hab/km². Faz fronteira com Alice Castello (VC), Carisio (VC), Dorzano, Roppolo, Salussola, Santhià (VC).

## Demografia
| Variação demográfica do município entre 1861 e 2011                               |
|                                                                                   |
| Fonte: Istituto Nazionale di Statistica (ISTAT) - Elaboração gráfica da Wikipedia |